# Eratigena agrestis
Eratigena agrestis là một chi nhện thường được gọi là nhện lưới phễu. Chi này có một số loài nhện nhỏ ở Bắc Mỹ có nọc độc thường được xem là quan trọng về mặt y học. Từng con xây tổ bằng tơ hình phễu và con nhện nằm cuối đáy phễu có kích thước nhỏ hơn rình mồi là những loài côn trùng đi vào phễu. Nhiều khi chúng xây tổ trong nhà ở của con người. Chúng là loài hung hăng do mắt nhìn kém. Chúng thường tránh tiếp xúc với con người trừ phi tình cờ bị con người giẫm lên. Nọc độc đủ mạnh để gây đau, và có thể gây necrosis.